# 群馬県立前橋東商業高等学校
群馬県立前橋東商業高等学校（ぐんまけんりつまえばしひがししょうぎょうこうとうがっこう）は、群馬県前橋市上大屋町にかつて存在した群馬県唯一の全日制課程の女子商業高校。通称は前東商であった。2年次より、生徒の興味・関心・進路などに対応して、総合ビジネス科と国際マルチメディア科のいずれかの学科を選択する選択制を導入していた。2007年4月に群馬県立前橋商業高等学校と統合、在校生が卒業する2009年3月をもって閉校。

## 沿革
- 1950年（昭和25年）3月30日　大胡中学校に前橋商業高等学校大胡分校（定時制課程）設置認可
- 1959年（昭和34年）2月16日　全日制女子商業科1学級設置認可
- 1965年（昭和40年）4月1日　前橋商業高等学校大胡分校独立により、前橋東商業高等学校となる
- 1977年（昭和52年）3月31日　定時制課程の生徒募集停止
- 1986年（昭和61年）4月1日　情報処理科新設（第1学年5学級編成となる）
- 1997年（平成9年）4月1日　国際マルチメディア科新設（第1学年情報処理科1学級減）
- 2000年（平成12年）10月7日　創立50周年記念式典
- 2002年（平成14年）4月　学校週5日制
- 2003年（平成15年）4月　くくり募集開始。2年次に総合ビジネス科、国際マルチメディア科を選択
- 2007年（平成19年）4月　群馬県立前橋商業高校と統合
- 2009年（平成21年）3月　閉校

## 関連高校
- 群馬県立前橋商業高等学校